# زیردریایی کلاس بارس (۱۹۱۵)
سابمارین کلاس بارس (۱۹۱۵) (به انگلیسی: Bars-class submarine (1915)) یک کلاس از زیردریایی است که طول آن ۶۸ متر (۲۲۳ فوت ۱ اینچ) می‌باشد.